# Elliots pitta
De Elliots pitta (Hydrornis elliotii; ook wel Pitta elliotii ) is een vogelsoort uit de familie van pitta's (Pittidae). Deze vogel is genoemd naar de Amerikaanse ornitholoog Daniel Giraud Elliot.

## Kenmerken
De Elliots pitta is 23 cm lang. De vogel is van boven overwegend groen met een lichtgroene kop met een duidelijke, brede, zwarte oogstreep. Het mannetje heeft afwisselend zwarte en gele strepen op de borst en buik en op de onderbuik een donkerblauwe vlek. Bij het vrouwtje is de streping minder contrastrijk, in plaats van geel meer geelbruine strepen en de blauwe vlek ontbreekt.

## Leefwijze
Hoewel de dieren kunnen vliegen, geven ze er doorgaans de voorkeur aan om op de grond te blijven. Hun voedsel vinden ze op bosbodem en bestaat uit ongewervelde dieren zoals insecten en slakken maar ook wel kleine hagedissen.

## Verspreiding en leefgebied
De Elliots pitta komt voor in Cambodja, Laos, Thailand en Vietnam en komt voor in laaglandregenbos.

## Status
Verondersteld wordt dat de soort last heeft van ontbossing. De grootte van de populatie is echter niet gekwantificeerd. Binnen het grote areaal is de vogel plaatselijk nog algemeen en op veel plaatsen ook zeer zeldzaam. Waarschijnlijk is het voortbestaan van de soort niet bedreigd; daarom staat de Elliots pitta als niet bedreigd op de Rode Lijst van de IUCN.